# Valeria Vereau
Valeria Vereau (Lima, 9 dicembre 1986) è un'attrice spagnola.

## Filmografia parziale

### Cinema
- Volver, regia di Pedro Almodóvar (2006) - non accreditata
- Extinction - Sopravvissuti (Extinction), regia di Miguel Ángel Vivas (2015)

### Televisione
- Los Simuladores (2006)
- Yo soy Bea (2009)
- Ángel o Demonio (2011)
- Homicidios (2011)
- El don de Alba (2013)
- El Interceptor (2015)
- Rabia (2015)